# Quebrada Tacomar
La quebrada Tacomar es un curso natural de agua que nace en el cerro Guanaqueros de la Región de Antofagasta y fluye hacia el oeste hasta sumirse en la cuenca endorreica del salar Punta Negra.

## Caudal y régimen
Tiene aguas de buena calidad y un caudal de 10 l/s en verano.: 884 

## Historia
Luis Risopatrón lo describe en su Diccionario jeográfico de Chile (1924):: 884 
Tocomar (Quebrada de). 24° 43' 68° 45' Tiene 40 a 100 m de ancho en el fondo, es de faldas escarpadas i pedregosas, de 8 0 a 300 m de altura i presenta vegas i pastos abundantes i vigorosos, que proporcionan un alojamiento a 3 685 m de altitud; lleva en verano unos 10 litros por segundo de agua con 0,75 gramos de sales por litro, de buena calidad, que corre superficialmente en una estension de 3 kilómetros, en dirección al morro de Punta Negra, de la márjen S E del salar de este nombre i es la quebrada mas importante de su hoya. 61. CXLVI, p. 333; 98. ii. p. 323 i 520; 133, p. 13 i carta de Moraga (1916);'134; 137, carta II de Darapsky (1900); i 156; i vegas en 117, p. 247; i 161, li, p. 85.